# Interlands Qatarees voetbalelftal 2020-2029
Deze pagina toont een chronologisch en gedetailleerd overzicht van de interlands die het Qatarees voetbalelftal speelt en heeft gespeeld in de periode 2020 – 2029. Qatar was gastheer van het Wereldkampioenschap voetbal 2022 en winnaar van het Aziatisch kampioenschap voetbal 2023.

## Interlands

### 2020
|                                                                   |                                                                                 |       |                |                                                                               |
| 12 oktober Vriendschappelijk «onderlinge duels» 18:30 uur (UTC+3) | Ghana                                                                           | 5 – 1 | Qatar          | Sportcomplex Mardan, Aksu Toeschouwers: 0 Scheidsrechter: Hüseyin Göçek (TUR) |
| 12 oktober Vriendschappelijk «onderlinge duels» 18:30 uur (UTC+3) | Tariqe Fosu 22' André Ayew 63' Samuel Owusu 65' André Ayew 83' Caleb Ekuban 87' |       | 44' Almoez Ali | Sportcomplex Mardan, Aksu Toeschouwers: 0 Scheidsrechter: Hüseyin Göçek (TUR) |

|                                                                    |                   |       |                      |                                                                                       |
| 13 november Vriendschappelijk «onderlinge duels» 18:00 uur (UTC+1) | Costa Rica        | 1 – 1 | Qatar                | BSFZ-Arena, Maria Enzersdorf Toeschouwers: 0 Scheidsrechter: Sebastian Gishamer (AUT) |
| 13 november Vriendschappelijk «onderlinge duels» 18:00 uur (UTC+1) | Joel Campbell 67' |       | 42' Hassan Al-Haidos | BSFZ-Arena, Maria Enzersdorf Toeschouwers: 0 Scheidsrechter: Sebastian Gishamer (AUT) |

|                                                                    |                                   |       |               |                                                                                      |
| 17 november Vriendschappelijk «onderlinge duels» 14:00 uur (UTC+1) | Zuid-Korea                        | 2 – 1 | Qatar         | BSFZ-Arena, Maria Enzersdorf Toeschouwers: 0 Scheidsrechter: Julian Weinberger (AUT) |
| 17 november Vriendschappelijk «onderlinge duels» 14:00 uur (UTC+1) | Hwang Hee-chan 1' Hwang Ui-jo 36' |       | 9' Almoez Ali | BSFZ-Arena, Maria Enzersdorf Toeschouwers: 0 Scheidsrechter: Julian Weinberger (AUT) |

|                                                                            |                                                                                         |       |            |                                                                                             |
| 4 december Azië Cup 2023 kwalificatie «onderlinge duels» 19:00 uur (UTC+3) | Qatar                                                                                   | 5 – 0 | Bangladesh | Jassim Bin Hamadstadion, Doha Toeschouwers: 1.044 Scheidsrechter: Amirul Izwan Yaacob (MAS) |
| 4 december Azië Cup 2023 kwalificatie «onderlinge duels» 19:00 uur (UTC+3) | Abdulaziz Hatem 9' Akram Afif 33' Almoez Ali 72' (pen.) Almoez Ali 78' Akram Afif 90+2' |       |            | Jassim Bin Hamadstadion, Doha Toeschouwers: 1.044 Scheidsrechter: Amirul Izwan Yaacob (MAS) |

### 2021
|                                                                 |                      |       |           |                                                                                |
| 24 maart Vriendschappelijk «onderlinge duels» 18:00 uur (UTC+1) | Qatar                | 1 – 0 | Luxemburg | Nagyerdei-stadion, Debrecen Toeschouwers: 0 Scheidsrechter: Miloš Đorđić (SRB) |
| 24 maart Vriendschappelijk «onderlinge duels» 18:00 uur (UTC+1) | Mohammed Muntari 12' |       |           | Nagyerdei-stadion, Debrecen Toeschouwers: 0 Scheidsrechter: Miloš Đorđić (SRB) |

|                                                                 |                                                  |       |                            |                                                                                 |
| 27 maart Vriendschappelijk «onderlinge duels» 19:00 uur (UTC+2) | Qatar                                            | 2 – 1 | Azerbeidzjan               | Nagyerdei-stadion, Debrecen Toeschouwers: 0 Scheidsrechter: Ivan Kružliak (SVK) |
| 27 maart Vriendschappelijk «onderlinge duels» 19:00 uur (UTC+2) | Hassan Al-Haidos 55' (pen.) Hassan Al-Haidos 58' |       | 16' (pen.) Ramil Sjejdajev | Nagyerdei-stadion, Debrecen Toeschouwers: 0 Scheidsrechter: Ivan Kružliak (SVK) |

|                                                                 |                      |       |                  |                                                                                |
| 30 maart Vriendschappelijk «onderlinge duels» 21:30 uur (UTC+2) | Qatar                | 1 – 1 | Ierland          | Nagyerdei-stadion, Debrecen Toeschouwers: 0 Scheidsrechter: Balázs Berke (HUN) |
| 30 maart Vriendschappelijk «onderlinge duels» 21:30 uur (UTC+2) | Mohammed Muntari 47' |       | 4' James McClean | Nagyerdei-stadion, Debrecen Toeschouwers: 0 Scheidsrechter: Balázs Berke (HUN) |

|                                                                        |       |                     |       |                                                                                 |
| 3 juni Azië Cup 2023 kwalificatie «onderlinge duels» 20:00 uur (UTC+3) | India | 0 – 1               | Qatar | Jassim Bin Hamadstadion, Doha Toeschouwers: 2.022 Scheidsrechter: Ma Ning (CHN) |
| 3 juni Azië Cup 2023 kwalificatie «onderlinge duels» 20:00 uur (UTC+3) |       | 33' Abdulaziz Hatem |       | Jassim Bin Hamadstadion, Doha Toeschouwers: 2.022 Scheidsrechter: Ma Ning (CHN) |

|                                                                        |      |                      |       |                                                                                                |
| 7 juni Azië Cup 2023 kwalificatie «onderlinge duels» 20:00 uur (UTC+3) | Oman | 0 – 1                | Qatar | Jassim Bin Hamadstadion, Doha Toeschouwers: 1.559 Scheidsrechter: Hettikamkanamge Perera (SRI) |
| 7 juni Azië Cup 2023 kwalificatie «onderlinge duels» 20:00 uur (UTC+3) |      | 33' Hassan Al-Haidos |       | Jassim Bin Hamadstadion, Doha Toeschouwers: 1.559 Scheidsrechter: Hettikamkanamge Perera (SRI) |

|                                                               |             |                |       |                                                                             |
| 4 juli Vriendschappelijk «onderlinge duels» 18:30 uur (UTC+2) | El Salvador | 0 – 1          | Qatar | Stadion Aldo Drosina, Pula Toeschouwers: 0 Scheidsrechter: Ivan Bebek (CRO) |
| 4 juli Vriendschappelijk «onderlinge duels» 18:30 uur (UTC+2) |             | 69' Almoez Ali |       | Stadion Aldo Drosina, Pula Toeschouwers: 0 Scheidsrechter: Ivan Bebek (CRO) |

| CONCACAF Gold Cup 2021 |
| ---------------------- |

Qatar mocht als gastheer van het aankomende wereldkampioenschap als gast meedoen aan de Gold Cup, het kampioenschap van Noord- en Midden-Amerika.
|                                                               |                                                           |       |                                                                   | |
| 13 juli Gold Cup Groep D «onderlinge duels» 19:50 uur (UTC−5) | Qatar                                                     | 3 – 3 | Panama                                                            | BBVA Stadium, Houston Toeschouwers: 10.625 Scheidsrechter: César Arturo Ramos (MEX) Video-assistent: Carlos Ayala (MEX) |
| 13 juli Gold Cup Groep D «onderlinge duels» 19:50 uur (UTC−5) | Akram Afif 48' Almoez Ali 53' Hassan Al-Haidos 63' (pen.) |       | 51' Rolando Blackburn 58' Rolando Blackburn 79' (pen.) Eric Davis | BBVA Stadium, Houston Toeschouwers: 10.625 Scheidsrechter: César Arturo Ramos (MEX) Video-assistent: Carlos Ayala (MEX) |

|                                                               |         |                                                                        |       |                                                                                                   |
| 17 juli Gold Cup Groep D «onderlinge duels» 18:30 uur (UTC−5) | Grenada | 0 – 4                                                                  | Qatar | BBVA Stadium, Houston Scheidsrechter: Armando Villarreal (USA) Video-assistent: Arturo Cruz (MEX) |
| 17 juli Gold Cup Groep D «onderlinge duels» 18:30 uur (UTC−5) |         | 11' Abdulaziz Hatem 22' Akram Afif 36' Mohammed Muntari 46' Almoez Ali |       | BBVA Stadium, Houston Scheidsrechter: Armando Villarreal (USA) Video-assistent: Arturo Cruz (MEX) |

|                                                               |          |                                       |       |                                                                                          |
| 20 juli Gold Cup Groep D «onderlinge duels» 20:30 uur (UTC−5) | Honduras | 0 – 2                                 | Qatar | BBVA Stadium, Houston Scheidsrechter: Jair Marrufo (USA) Video-assistent: Tim Ford (USA) |
| 20 juli Gold Cup Groep D «onderlinge duels» 20:30 uur (UTC−5) |          | 25' Homam Ahmed 90+5' Abdulaziz Hatem |       | BBVA Stadium, Houston Scheidsrechter: Jair Marrufo (USA) Video-assistent: Tim Ford (USA) |

|                                                                   |                                                        |       |                                     | |
| 24 juli Gold Cup Kwartfinale «onderlinge duels» 16:30 uur (UTC−7) | Qatar                                                  | 3 – 2 | El Salvador                         | State Farm Stadium, Glendale Toeschouwers: 64.211 Scheidsrechter: Fernando Hernández (MEX) Video-assistent: Arturo Cruz (MEX) |
| 24 juli Gold Cup Kwartfinale «onderlinge duels» 16:30 uur (UTC−7) | Almoez Ali 2' Abdulaziz Hatem 8' Almoez Ali 55' (pen.) |       | 63' Joaquín Rivas 66' Joaquín Rivas | State Farm Stadium, Glendale Toeschouwers: 64.211 Scheidsrechter: Fernando Hernández (MEX) Video-assistent: Arturo Cruz (MEX) |

|                                                                    |       |                  |                  | |
| 29 juli Gold Cup Halve finale «onderlinge duels» 18:30 uur (UTC−5) | Qatar | 0 – 1            | Verenigde Staten | Q2 Stadium, Austin Toeschouwers: 20.500 Scheidsrechter: Juan Gabriel Calderón (CRC) Video-assistent: Bakary Gassama (GAM) |
| 29 juli Gold Cup Halve finale «onderlinge duels» 18:30 uur (UTC−5) |       | 86' Gyasi Zardes |                  | Q2 Stadium, Austin Toeschouwers: 20.500 Scheidsrechter: Juan Gabriel Calderón (CRC) Video-assistent: Bakary Gassama (GAM) |

|  |  |  |  |  |  |  |  |  |

|                                                                    |       |                                                                                   |        |                                                                               |
| 1 september Vriendschappelijk «onderlinge duels» 20:45 uur (UTC+2) | Qatar | 0 – 4                                                                             | Servië | Nagyerdei-stadion, Debrecen Toeschouwers: 0 Scheidsrechter: Filip Glova (SVK) |
| 1 september Vriendschappelijk «onderlinge duels» 20:45 uur (UTC+2) |       | 3' (e.d.) Boualem Khoukhi 18' Luka Jović 60' Dušan Vlahović 85' Nikola Milenković |        | Nagyerdei-stadion, Debrecen Toeschouwers: 0 Scheidsrechter: Filip Glova (SVK) |

|                                                                    |                       |       |                                                       |                                                                               |
| 4 september Vriendschappelijk «onderlinge duels» 18:45 uur (UTC+2) | Qatar                 | 1 – 3 | Portugal                                              | Nagyerdei-stadion, Debrecen Toeschouwers: 0 Scheidsrechter: Gergő Bogár (HUN) |
| 4 september Vriendschappelijk «onderlinge duels» 18:45 uur (UTC+2) | Abdelkarim Hassan 61' |       | 23' André Silva 25' Otávio 88' (pen.) Bruno Fernandes | Nagyerdei-stadion, Debrecen Toeschouwers: 0 Scheidsrechter: Gergő Bogár (HUN) |

|                                                                    |                            |       |                 |                                                                                          |
| 7 september Vriendschappelijk «onderlinge duels» 20:45 uur (UTC+2) | Luxemburg                  | 1 – 1 | Qatar           | Stade de Luxembourg, Luxemburg Toeschouwers: 2.000 Scheidsrechter: Jonathan Lardot (BEL) |
| 7 september Vriendschappelijk «onderlinge duels» 20:45 uur (UTC+2) | Yvandro Borges Sanches 31' |       | 43' Homam Ahmed | Stade de Luxembourg, Luxemburg Toeschouwers: 2.000 Scheidsrechter: Jonathan Lardot (BEL) |

|                                                                  |                                                      |       |       |                                                                              |
| 9 oktober Vriendschappelijk «onderlinge duels» 20:15 uur (UTC+1) | Portugal                                             | 3 – 0 | Qatar | Estádio Algarve, Loulé Toeschouwers: 15.087 Scheidsrechter: Fedayi San (SUI) |
| 9 oktober Vriendschappelijk «onderlinge duels» 20:15 uur (UTC+1) | Cristiano Ronaldo 37' José Fonte 48' André Silva 90' |       |       | Estádio Algarve, Loulé Toeschouwers: 15.087 Scheidsrechter: Fedayi San (SUI) |

|                                                                   |                                                                            |       |       |                                                                               |
| 12 oktober Vriendschappelijk «onderlinge duels» 19:45 uur (UTC+1) | Ierland                                                                    | 4 – 0 | Qatar | Avivastadion, Dublin Toeschouwers: 25.749 Scheidsrechter: Keith Kennedy (NIR) |
| 12 oktober Vriendschappelijk «onderlinge duels» 19:45 uur (UTC+1) | Callum Robinson 4' Callum Robinson 13' Callum Robinson 53' Shane Duffy 59' |       |       | Avivastadion, Dublin Toeschouwers: 25.749 Scheidsrechter: Keith Kennedy (NIR) |

|                                                                    |                                                                                |       |       |                                                                                   |
| 11 november Vriendschappelijk «onderlinge duels» 18:00 uur (UTC+1) | Servië                                                                         | 4 – 0 | Qatar | Rode Sterstadion, Belgrado Toeschouwers: 1.000 Scheidsrechter: Irfan Peljto (BIH) |
| 11 november Vriendschappelijk «onderlinge duels» 18:00 uur (UTC+1) | Saša Lukić 45+2' Luka Jović 51' Dušan Vlahović 53' Sergej Milinković-Savić 83' |       |       | Rode Sterstadion, Belgrado Toeschouwers: 1.000 Scheidsrechter: Irfan Peljto (BIH) |

|                                                                    |                                            |       |                               |                                                                                   |
| 14 november Vriendschappelijk «onderlinge duels» 21:00 uur (UTC+4) | Azerbeidzjan                               | 2 – 2 | Qatar                         | Olympisch Stadion, Bakoe Toeschouwers: 1.537 Scheidsrechter: Donatas Rumšas (LTU) |
| 14 november Vriendschappelijk «onderlinge duels» 21:00 uur (UTC+4) | Emin Mahmudov 37' (pen.) Emin Mahmudov 67' |       | 23' Almoez Ali 78' Almoez Ali | Olympisch Stadion, Bakoe Toeschouwers: 1.537 Scheidsrechter: Donatas Rumšas (LTU) |

| FIFA Arab Cup 2021 |
| ------------------ |

|                                                                   |                     |       |         | |
| 30 november Arab Cup Groep A «onderlinge duels» 19:30 uur (UTC+3) | Qatar               | 1 – 0 | Bahrein | Al Baytstadion, Al Khawr Toeschouwers: 47.813 Scheidsrechter: Szymon Marciniak (POL) Video-assistent: Tomasz Kwiatkowski (POL) |
| 30 november Arab Cup Groep A «onderlinge duels» 19:30 uur (UTC+3) | Abdulaziz Hatem 69' |       |         | Al Baytstadion, Al Khawr Toeschouwers: 47.813 Scheidsrechter: Szymon Marciniak (POL) Video-assistent: Tomasz Kwiatkowski (POL) |

|                                                                  |                     |       |                                                 | |
| 3 december Arab Cup Groep A «onderlinge duels» 16:00 uur (UTC+3) | Oman                | 1 – 2 | Qatar                                           | Education Citystadion, Ar Rayyan Toeschouwers: 23.254 Scheidsrechter: Wilton Pereira Sampaio (BRA) Video-assistent: Rafael Traci (BRA) |
| 3 december Arab Cup Groep A «onderlinge duels» 16:00 uur (UTC+3) | Khalid Al-Hajri 74' |       | 32' (pen.) Akram Afif 90+7' (e.d.) Fahmi Durbin | Education Citystadion, Ar Rayyan Toeschouwers: 23.254 Scheidsrechter: Wilton Pereira Sampaio (BRA) Video-assistent: Rafael Traci (BRA) |

|                                                                  |                                                      |       |      | |
| 6 december Arab Cup Groep A «onderlinge duels» 22:00 uur (UTC+3) | Qatar                                                | 3 – 0 | Irak | Al Baytstadion, Al Khawr Toeschouwers: 23.008 Scheidsrechter: Bakary Gassama (GAM) Video-assistent: Shaun Evans (AUS) |
| 6 december Arab Cup Groep A «onderlinge duels» 22:00 uur (UTC+3) | Almoez Ali 82' Akram Afif 84' Hassan Al-Haidos 90+4' |       |      | Al Baytstadion, Al Khawr Toeschouwers: 23.008 Scheidsrechter: Bakary Gassama (GAM) Video-assistent: Shaun Evans (AUS) |

|                                                                       | |       |        | |
| 10 december Arab Cup Kwartfinale «onderlinge duels» 22:00 uur (UTC+3) | Qatar | 5 – 0 | V.A.E. | Al Baytstadion, Al Khawr Toeschouwers: 63.439 Scheidsrechter: Andrés Matonte (URU) Video-assistent: Leodán González (URU) |
| 10 december Arab Cup Kwartfinale «onderlinge duels» 22:00 uur (UTC+3) | Ali Salmeen 6' (e.d.) Almoez Ali 28' (pen.) Boualem Khoukhi 36' (pen.) Abdulaziz Hatem 44' Almoez Ali 45+3' |       |        | Al Baytstadion, Al Khawr Toeschouwers: 63.439 Scheidsrechter: Andrés Matonte (URU) Video-assistent: Leodán González (URU) |

|                                                                        |                        |       |                                           | |
| 15 december Arab Cup Halve finale «onderlinge duels» 22:00 uur (UTC+3) | Qatar                  | 1 – 2 | Algerije                                  | Al Thumamastadion, Doha Toeschouwers: 42.405 Scheidsrechter: Szymon Marciniak (POL) Video-assistent: Tomasz Kwiatkowski (POL) |
| 15 december Arab Cup Halve finale «onderlinge duels» 22:00 uur (UTC+3) | Mohammed Muntari 90+7' |       | 59' Djamel Benlamri 90+17' Youcef Belaïli | Al Thumamastadion, Doha Toeschouwers: 42.405 Scheidsrechter: Szymon Marciniak (POL) Video-assistent: Tomasz Kwiatkowski (POL) |

|                                                                        |                                                                                          |              |                                                                                             | |
| 18 december Arab Cup Troostfinale «onderlinge duels» 13:00 uur (UTC+3) | Egypte                                                                                   | 0 – 0 (n.v.) | Qatar                                                                                       | Stadion 974, Doha Toeschouwers: 30.978 Scheidsrechter: Facundo Tello (ARG) Video-assistent: Juan Soto (VEN) |
| 18 december Arab Cup Troostfinale «onderlinge duels» 13:00 uur (UTC+3) |                                                                                          |              |                                                                                             | Stadion 974, Doha Toeschouwers: 30.978 Scheidsrechter: Facundo Tello (ARG) Video-assistent: Juan Soto (VEN) |
| 18 december Arab Cup Troostfinale «onderlinge duels» 13:00 uur (UTC+3) | Strafschoppen                                                                            |              |                                                                                             | Stadion 974, Doha Toeschouwers: 30.978 Scheidsrechter: Facundo Tello (ARG) Video-assistent: Juan Soto (VEN) |
| 18 december Arab Cup Troostfinale «onderlinge duels» 13:00 uur (UTC+3) | Mohamed Magdy Amr El Solia Ahmed Hegazy Ahmed Abou El Fotouh Akram Tawfik Mohamed Sherif | 4 – 5        | Hassan Al-Haidos Boualem Khoukhi Abdelkarim Hassan Ahmed Alaaeldin Akram Afif Karim Boudiaf | Stadion 974, Doha Toeschouwers: 30.978 Scheidsrechter: Facundo Tello (ARG) Video-assistent: Juan Soto (VEN) |

|  |  |  |  |  |  |  |  |  |

### 2022
|                                                                 |                                           |       |                    |                                                                                               |
| 26 maart Vriendschappelijk «onderlinge duels» 20:30 uur (UTC+3) | Qatar                                     | 2 – 1 | Bulgarije          | Education Citystadion, Ar Rayyan Toeschouwers: 1.948 Scheidsrechter: Mohammed Al Hoaish (KSA) |
| 26 maart Vriendschappelijk «onderlinge duels» 20:30 uur (UTC+3) | Akram Afif 27' (pen.) Boualem Khoukhi 74' |       | 60' Kiril Despodov | Education Citystadion, Ar Rayyan Toeschouwers: 1.948 Scheidsrechter: Mohammed Al Hoaish (KSA) |

|                                                                 |       |       |          |                                                                         |
| 29 maart Vriendschappelijk «onderlinge duels» 20:30 uur (UTC+3) | Qatar | 0 – 0 | Slovenië | Education Citystadion, Ar Rayyan Scheidsrechter: Youssef Essrayri (TUN) |
| 29 maart Vriendschappelijk «onderlinge duels» 20:30 uur (UTC+3) |       |       |          | Education Citystadion, Ar Rayyan Scheidsrechter: Youssef Essrayri (TUN) |

|                                                                    |                   |       |                        |                                                                                   |
| 26 augustus Vriendschappelijk «onderlinge duels» 17:00 uur (UTC+2) | Qatar             | 1 – 1 | Jamaica                | Stadion Wiener Neustadt, Wiener Neustadt Scheidsrechter: Sebastian Gishamer (AUT) |
| 26 augustus Vriendschappelijk «onderlinge duels» 17:00 uur (UTC+2) | Khalid Muneer 83' |       | 70' Jourdaine Fletcher | Stadion Wiener Neustadt, Wiener Neustadt Scheidsrechter: Sebastian Gishamer (AUT) |

|                                                                     |                                  |       |       |                                                                                     |
| 23 september Vriendschappelijk «onderlinge duels» 19:00 uur (UTC+2) | Canada                           | 2 – 0 | Qatar | Generali Arena, Wenen Toeschouwers: 150 Scheidsrechter: Manuel Schüttengruber (AUT) |
| 23 september Vriendschappelijk «onderlinge duels» 19:00 uur (UTC+2) | Cyle Larin 4' Jonathan David 13' |       |       | Generali Arena, Wenen Toeschouwers: 150 Scheidsrechter: Manuel Schüttengruber (AUT) |

|                                                                     |                                     |       |                                     |                                                                                 |
| 27 september Vriendschappelijk «onderlinge duels» 19:00 uur (UTC+2) | Qatar                               | 2 – 2 | Chili                               | Generali Arena, Wenen Toeschouwers: 500 Scheidsrechter: Julian Weinberger (AUT) |
| 27 september Vriendschappelijk «onderlinge duels» 19:00 uur (UTC+2) | Akram Afif 59' Hassan Al-Haidos 67' |       | 37' Alexis Sánchez 78' Arturo Vidal | Generali Arena, Wenen Toeschouwers: 500 Scheidsrechter: Julian Weinberger (AUT) |

|                                                                   |                                            |       |                  |                                                                                        |
| 13 oktober Vriendschappelijk «onderlinge duels» 20:00 uur (UTC+2) | Qatar                                      | 2 – 1 | Nicaragua        | Marbella Football Center, Marbella Toeschouwers: 0 Scheidsrechter: Jason Barcelo (GIB) |
| 13 oktober Vriendschappelijk «onderlinge duels» 20:00 uur (UTC+2) | Akram Afif 45' (pen.) Mohammed Muntari 70' |       | 78' Luis Galeano | Marbella Football Center, Marbella Toeschouwers: 0 Scheidsrechter: Jason Barcelo (GIB) |

|                                                                   |                                                         |       |           |                                                                         |
| 23 oktober Vriendschappelijk «onderlinge duels» 18:30 uur (UTC+2) | Qatar                                                   | 2 – 0 | Guatemala | Marbella Football Center, Marbella Toeschouwers: 0 Scheidsrechter: onb. |
| 23 oktober Vriendschappelijk «onderlinge duels» 18:30 uur (UTC+2) | Hassan Al-Haidos 37' (pen.) Hassan Al-Haidos 39' (pen.) |       |           | Marbella Football Center, Marbella Toeschouwers: 0 Scheidsrechter: onb. |

|                                                                   |                |       |          |                                                                         |
| 27 oktober Vriendschappelijk «onderlinge duels» 18:30 uur (UTC+2) | Qatar          | 1 – 0 | Honduras | Marbella Football Center, Marbella Toeschouwers: 0 Scheidsrechter: onb. |
| 27 oktober Vriendschappelijk «onderlinge duels» 18:30 uur (UTC+2) | Almoez Ali 60' |       |          | Marbella Football Center, Marbella Toeschouwers: 0 Scheidsrechter: onb. |

|                                                                   |                                  |       |                          |                                                                                        |
| 5 november Vriendschappelijk «onderlinge duels» 18:30 uur (UTC+1) | Qatar                            | 2 – 1 | Panama                   | Marbella Football Center, Marbella Toeschouwers: 0 Scheidsrechter: Jason Barcelo (GIB) |
| 5 november Vriendschappelijk «onderlinge duels» 18:30 uur (UTC+1) | Almoez Ali 18' Karim Boudiaf 23' |       | 66' (pen.) Yoel Bárcenas | Marbella Football Center, Marbella Toeschouwers: 0 Scheidsrechter: Jason Barcelo (GIB) |

|                                                                   |                       |       |         |                                                                                        |
| 9 november Vriendschappelijk «onderlinge duels» 18:30 uur (UTC+1) | Qatar                 | 1 – 0 | Albanië | Marbella Football Center, Marbella Toeschouwers: 0 Scheidsrechter: Jason Barcelo (GIB) |
| 9 november Vriendschappelijk «onderlinge duels» 18:30 uur (UTC+1) | Almoez Ali 37' (pen.) |       |         | Marbella Football Center, Marbella Toeschouwers: 0 Scheidsrechter: Jason Barcelo (GIB) |

| Wereldkampioenschap voetbal 2022 |
| -------------------------------- |

|                                                                                    |       |         |                                              | |
| 20 november WK 2022 Openingswedstrijd Groep A «onderlinge duels» 19:00 uur (UTC+3) | Qatar | 0 – 2   | Ecuador                                      | Al Baytstadion, Al Khawr Toeschouwers: 67.372 Scheidsrechter: Daniele Orsato (ITA) Video-assistent: Massimiliano Irrati (ITA) |
| 20 november WK 2022 Openingswedstrijd Groep A «onderlinge duels» 19:00 uur (UTC+3) |       | Verslag | 16' (pen.) Enner Valencia 31' Enner Valencia | Al Baytstadion, Al Khawr Toeschouwers: 67.372 Scheidsrechter: Daniele Orsato (ITA) Video-assistent: Massimiliano Irrati (ITA) |

|                                                                  |                      |         |                                                     | |
| 25 november WK 2022 Groep A «onderlinge duels» 16:00 uur (UTC+3) | Qatar                | 1 – 3   | Senegal                                             | Al Thumamastadion, Doha Toeschouwers: 41.797 Scheidsrechter: Antonio Mateu Lahoz (ESP) Video-assistent: Alejandro Hernández (ESP) |
| 25 november WK 2022 Groep A «onderlinge duels» 16:00 uur (UTC+3) | Mohammed Muntari 78' | Verslag | 41' Boulaye Dia 48' Famara Diédhiou 84' Bamba Dieng | Al Thumamastadion, Doha Toeschouwers: 41.797 Scheidsrechter: Antonio Mateu Lahoz (ESP) Video-assistent: Alejandro Hernández (ESP) |

|                                                                  |                                    |         |       | |
| 29 november WK 2022 Groep A «onderlinge duels» 18:00 uur (UTC+3) | Nederland                          | 2 – 0   | Qatar | Al Baytstadion, Al Khawr Toeschouwers: 66.784 Scheidsrechter: Bakary Gassama (GAM) Video-assistent: Redouane Jiyed (MAR) |
| 29 november WK 2022 Groep A «onderlinge duels» 18:00 uur (UTC+3) | Cody Gakpo 26' Frenkie de Jong 49' | Verslag |       | Al Baytstadion, Al Khawr Toeschouwers: 66.784 Scheidsrechter: Bakary Gassama (GAM) Video-assistent: Redouane Jiyed (MAR) |

|  |  |  |  |  |  |  |  |  |

### 2023
| Golf Cup of Nations 2023 |
| ------------------------ |

|                                                                 |         |                                           |       |                                                                                                |
| 7 januari Golf Cup Groep B «onderlinge duels» 19:15 uur (UTC+3) | Koeweit | 0 – 2                                     | Qatar | Al-Minaa Olympisch Stadion, Basra Scheidsrechter: Ma Ning (CHN) Video-assistent: Fu Ming (CHN) |
| 7 januari Golf Cup Groep B «onderlinge duels» 19:15 uur (UTC+3) |         | 21' Amro Surag 37' (pen.) Ahmed Alaaeldin |       | Al-Minaa Olympisch Stadion, Basra Scheidsrechter: Ma Ning (CHN) Video-assistent: Fu Ming (CHN) |

|                                                                  |                     |       |                                                         | |
| 10 januari Golf Cup Groep B «onderlinge duels» 19:15 uur (UTC+3) | Qatar               | 1 – 2 | Bahrein                                                 | Al-Minaa Olympisch Stadion, Basra Scheidsrechter: Ilgiz Tantasjev (UZB) Video-assistent: Jérémie Pignard (FRA) |
| 10 januari Golf Cup Groep B «onderlinge duels» 19:15 uur (UTC+3) | Ahmed Alaaeldin 34' |       | 72' (e.d.) Mohammed Waad 89' (pen.) Abdulla Yusuf Helal | Al-Minaa Olympisch Stadion, Basra Scheidsrechter: Ilgiz Tantasjev (UZB) Video-assistent: Jérémie Pignard (FRA) |

|                                                                  |                |       |                        | |
| 13 januari Golf Cup Groep B «onderlinge duels» 18:00 uur (UTC+3) | V.A.E.         | 1 – 1 | Qatar                  | Al-Minaa Olympisch Stadion, Basra Scheidsrechter: Ali Sabah (IRQ) Video-assistent: Redouane Jiyed (MAR) |
| 13 januari Golf Cup Groep B «onderlinge duels» 18:00 uur (UTC+3) | Fábio Lima 77' |       | 88' Tameem Al-Abdullah | Al-Minaa Olympisch Stadion, Basra Scheidsrechter: Ali Sabah (IRQ) Video-assistent: Redouane Jiyed (MAR) |

|                                                                       |                                      |       |                |                                                                                       |
| 16 januari Golf Cup Halve finale «onderlinge duels» 16:15 uur (UTC+3) | Irak                                 | 2 – 1 | Qatar          | Basra Sports City, Basra Scheidsrechter: Ma Ning (CHN) Video-assistent: Fu Ming (CHN) |
| 16 januari Golf Cup Halve finale «onderlinge duels» 16:15 uur (UTC+3) | Ibrahim Bayesh 19' Aymen Hussein 43' |       | 28' Amro Surag | Basra Sports City, Basra Scheidsrechter: Ma Ning (CHN) Video-assistent: Fu Ming (CHN) |

|  |  |  |  |  |  |  |  |  |

|                                                                |                             |       |                                        |                                                              |
| 15 juni Vriendschappelijk «onderlinge duels» 18:00 uur (UTC+2) | Jamaica                     | 1 – 2 | Qatar                                  | Sonnenseestadion, Ritzing Scheidsrechter: Stefan Ebner (AUT) |
| 15 juni Vriendschappelijk «onderlinge duels» 18:00 uur (UTC+2) | Shamar Nicholson 61' (pen.) |       | 31' Homan Al Amin 39' Mohammed Muntari | Sonnenseestadion, Ritzing Scheidsrechter: Stefan Ebner (AUT) |

|                                                                |                    |             |       |                                                                                         |
| 19 juni Vriendschappelijk «onderlinge duels» 18:00 uur (UTC+2) | Nieuw-Zeeland      | 1 – 0 gest. | Qatar | Sonnenseestadion, Ritzing Toeschouwers: 150 Scheidsrechter: Manuel Schüttengruber (AUT) |
| 19 juni Vriendschappelijk «onderlinge duels» 18:00 uur (UTC+2) | Marko Stamenic 17' |             |       | Sonnenseestadion, Ritzing Toeschouwers: 150 Scheidsrechter: Manuel Schüttengruber (AUT) |

| CONCACAF Gold Cup 2023 |
| ---------------------- |

Qatar mocht als gast meedoen aan de Gold Cup, het kampioenschap van Noord- en Midden-Amerika.
|                                                               |                                                   |       |                     | |
| 25 juni Gold Cup Groep B «onderlinge duels» 17:00 uur (UTC−5) | Haïti                                             | 2 – 1 | Qatar               | NRG Stadium, Houston Toeschouwers: 66.255 Scheidsrechter: Daneon Parchment (JAM) Video-assistent: Ricardo Montero (CRC) |
| 25 juni Gold Cup Groep B «onderlinge duels» 17:00 uur (UTC−5) | Duckens Nazon 45+1' (pen.) Frantzdy Pierrot 90+7' |       | 20' Yusuf Abdurisag | NRG Stadium, Houston Toeschouwers: 66.255 Scheidsrechter: Daneon Parchment (JAM) Video-assistent: Ricardo Montero (CRC) |

|                                                               |                       |       |                    | |
| 29 juni Gold Cup Groep B «onderlinge duels» 16:45 uur (UTC−7) | Qatar                 | 1 – 1 | Honduras           | State Farm Stadium, Glendale Toeschouwers: 34.517 Scheidsrechter: Armando Villarreal (USA) Video-assistent: Allen Chapman (USA) |
| 29 juni Gold Cup Groep B «onderlinge duels» 16:45 uur (UTC−7) | Tameem Al-Abdullah 7' |       | 90+6' Alberth Elis | State Farm Stadium, Glendale Toeschouwers: 34.517 Scheidsrechter: Armando Villarreal (USA) Video-assistent: Allen Chapman (USA) |

|                                                              |        |                   |       | |
| 2 juli Gold Cup Groep B «onderlinge duels» 18:00 uur (UTC−7) | Mexico | 0 – 1             | Qatar | Levi's Stadium, Santa Clara Toeschouwers: 60.347 Scheidsrechter: Drew Fischer (CAN) Video-assistent: Edvin Jurisevic (USA) |
| 2 juli Gold Cup Groep B «onderlinge duels» 18:00 uur (UTC−7) |        | 27' Hazem Shehata |       | Levi's Stadium, Santa Clara Toeschouwers: 60.347 Scheidsrechter: Drew Fischer (CAN) Video-assistent: Edvin Jurisevic (USA) |

|                                                                  |                                                                   |       |       | |
| 8 juli Gold Cup Kwartfinale «onderlinge duels» 18:00 uur (UTC−5) | Panama                                                            | 4 – 0 | Qatar | AT&T Stadium, Arlington Toeschouwers: 60.355 Scheidsrechter: César Arturo Ramos (MEX) Video-assistent: Erick Miranda (MEX) |
| 8 juli Gold Cup Kwartfinale «onderlinge duels» 18:00 uur (UTC−5) | Yoel Bárcenas 19' Ismael Díaz 56' Ismael Díaz 63' Ismael Díaz 65' |       |       | AT&T Stadium, Arlington Toeschouwers: 60.355 Scheidsrechter: César Arturo Ramos (MEX) Video-assistent: Erick Miranda (MEX) |

|  |  |  |  |  |  |  |  |  |

|                                                                    |                             |       |                                   |                                                                                             |
| 7 september Vriendschappelijk «onderlinge duels» 18:15 uur (UTC+3) | Qatar                       | 1 – 2 | Kenia                             | Al Janoubstadion, Al Wakrah Toeschouwers: 6.000 Scheidsrechter: Abdulrahman Al-Jassim (QAT) |
| 7 september Vriendschappelijk «onderlinge duels» 18:15 uur (UTC+3) | Hassan Al-Haidos 34' (pen.) |       | 20' Joseph Okumu 90+1' Amos Nondi | Al Janoubstadion, Al Wakrah Toeschouwers: 6.000 Scheidsrechter: Abdulrahman Al-Jassim (QAT) |

|                                                                     |                     |       |                           |                                                                                    |
| 12 september Vriendschappelijk «onderlinge duels» 18:15 uur (UTC+3) | Qatar               | 1 – 1 | Rusland                   | Al Janoubstadion, Al Wakrah Toeschouwers: 4.000 Scheidsrechter: Ahmed Al-Kaf (OMA) |
| 12 september Vriendschappelijk «onderlinge duels» 18:15 uur (UTC+3) | Ahmed Alaaeldin 70' |       | 90' Aleksandr Soldatenkov | Al Janoubstadion, Al Wakrah Toeschouwers: 4.000 Scheidsrechter: Ahmed Al-Kaf (OMA) |

|                                                                   | |       | |                                                                          |
| 13 oktober Vriendschappelijk «onderlinge duels» 18:00 uur (UTC+3) | Qatar | 0 – 0 | Irak | Amman International Stadium, Amman Scheidsrechter: Mohammad Arafah (JOR) |
| 13 oktober Vriendschappelijk «onderlinge duels» 18:00 uur (UTC+3) | |       | | Amman International Stadium, Amman Scheidsrechter: Mohammad Arafah (JOR) |
| 13 oktober Vriendschappelijk «onderlinge duels» 18:00 uur (UTC+3) | Strafschoppen |       | | Amman International Stadium, Amman Scheidsrechter: Mohammad Arafah (JOR) |
| 13 oktober Vriendschappelijk «onderlinge duels» 18:00 uur (UTC+3) | Hassan Al-Haidos Ahmed Fatehi Ahmed Alaaeldin Ahmed Suhail Akram Afif Sultan Al Brake Jassem Abdulsallam Moustafa Tarek | 6 – 5 | Merchas Doski Ali Ibrahim Al-Hamadi Mohannad Ali Kadhim Ali Adnan Kadhim Ahmad Allée Amir Al-Ammari Rebin Solaka Bashar Resan Bonyan | Amman International Stadium, Amman Scheidsrechter: Mohammad Arafah (JOR) |

|                                                                   |                                                                                                 |       |       |                                                                        |
| 17 oktober Vriendschappelijk «onderlinge duels» 21:00 uur (UTC+3) | Iran                                                                                            | 4 – 0 | Qatar | Amman International Stadium, Amman Scheidsrechter: Ahmad Ibrahim (JOR) |
| 17 oktober Vriendschappelijk «onderlinge duels» 21:00 uur (UTC+3) | Hossein Kanaanizadegan 69' Alireza Jahanbakhsh 73' Sardar Azmoun 75' Hossein Kanaanizadegan 79' |       |       | Amman International Stadium, Amman Scheidsrechter: Ahmad Ibrahim (JOR) |

|                                                                                    | |       |                     | |
| 16 november WK 2026 kwalificatie Tweede ronde «onderlinge duels» 18:45 uur (UTC+3) | Qatar | 8 – 1 | Afghanistan         | Khalifa Internationaal Stadion, Ar Rayyan Toeschouwers: 19.374 Scheidsrechter: Nasrullo Kabirov (TJK) |
| 16 november WK 2026 kwalificatie Tweede ronde «onderlinge duels» 18:45 uur (UTC+3) | Hassan Al-Haidos 11' Almoez Ali 15' Mostafa Meshaal 18' Almoez Ali 26' Almoez Ali 33' (pen.) Almoez Ali 45+3' (pen.) Ahmed Alaaeldin 53' (pen.) Tameem Al-Abdullah 90+4' |       | 13' Amredin Sharifi | Khalifa Internationaal Stadion, Ar Rayyan Toeschouwers: 19.374 Scheidsrechter: Nasrullo Kabirov (TJK) |

|                                                                                       |       |                                                       |       |                                                                                         |
| 21 november WK 2026 kwalificatie Tweede ronde «onderlinge duels» 19:00 uur (UTC+5:30) | India | 0 – 3                                                 | Qatar | Kalingastadion, Bhubaneswar Toeschouwers: 11.389 Scheidsrechter: Sivakorn Pu-udom (THA) |
| 21 november WK 2026 kwalificatie Tweede ronde «onderlinge duels» 19:00 uur (UTC+5:30) |       | 4' Mostafa Meshaal 47' Almoez Ali 86' Yusuf Abdurisag |       | Kalingastadion, Bhubaneswar Toeschouwers: 11.389 Scheidsrechter: Sivakorn Pu-udom (THA) |

|                                                                    |                                              |       |          |                                                                                              |
| 31 december Vriendschappelijk «onderlinge duels» 18:00 uur (UTC+3) | Qatar                                        | 3 – 0 | Cambodja | Thani bin Jassimstadion, Ar Rayyan Toeschouwers: 0 Scheidsrechter: Mahmood Al-Majarafi (OMA) |
| 31 december Vriendschappelijk «onderlinge duels» 18:00 uur (UTC+3) | Almoez Ali 12' Almoez Ali 20' Almoez Ali 43' |       |          | Thani bin Jassimstadion, Ar Rayyan Toeschouwers: 0 Scheidsrechter: Mahmood Al-Majarafi (OMA) |

### 2024
|                                                                  |                       |       |                                          |                                                                                            |
| 5 januari Vriendschappelijk «onderlinge duels» 19:00 uur (UTC+3) | Qatar                 | 1 – 2 | Jordanië                                 | Thani bin Jassimstadion, Ar Rayyan Toeschouwers: 100 Scheidsrechter: Ammar Ashkanani (KUW) |
| 5 januari Vriendschappelijk «onderlinge duels» 19:00 uur (UTC+3) | Akram Afif 11' (pen.) |       | 51' Yazan Al-Naimat 58' (pen.) Ali Olwan | Thani bin Jassimstadion, Ar Rayyan Toeschouwers: 100 Scheidsrechter: Ammar Ashkanani (KUW) |

| Aziatisch kampioenschap voetbal 2023 |
| ------------------------------------ |

|                                                                       |                                                |       |         | |
| 12 januari Azië Cup 2023 Groep A «onderlinge duels» 19:00 uur (UTC+3) | Qatar                                          | 3 – 0 | Libanon | Lusailstadion, Lusail Toeschouwers: 82.490 Scheidsrechter: Alireza Faghani (AUS) Video-assistent: Shaun Evans (AUS) |
| 12 januari Azië Cup 2023 Groep A «onderlinge duels» 19:00 uur (UTC+3) | Akram Afif 45' Almoez Ali 56' Akram Afif 90+6' |       |         | Lusailstadion, Lusail Toeschouwers: 82.490 Scheidsrechter: Alireza Faghani (AUS) Video-assistent: Shaun Evans (AUS) |

|                                                                       |              |                |       | |
| 17 januari Azië Cup 2023 Groep A «onderlinge duels» 17:30 uur (UTC+3) | Tadzjikistan | 0 – 1          | Qatar | Al Baytstadion, Al Khawr Toeschouwers: 57.460 Scheidsrechter: Hiroyuki Kimura (JPN) Video-assistent: Jumpei Iida (JPN) |
| 17 januari Azië Cup 2023 Groep A «onderlinge duels» 17:30 uur (UTC+3) |              | 17' Akram Afif |       | Al Baytstadion, Al Khawr Toeschouwers: 57.460 Scheidsrechter: Hiroyuki Kimura (JPN) Video-assistent: Jumpei Iida (JPN) |

|                                                                       |                      |       |       | |
| 22 januari Azië Cup 2023 Groep A «onderlinge duels» 18:00 uur (UTC+3) | Qatar                | 1 – 0 | China | Khalifa Internationaal Stadion, Ar Rayyan Toeschouwers: 42.104 Scheidsrechter: Abdullah Jamali (KUW) Video-assistent: Ahmad Al-Ali (KUW) |
| 22 januari Azië Cup 2023 Groep A «onderlinge duels» 18:00 uur (UTC+3) | Hassan Al-Haidos 66' |       |       | Khalifa Internationaal Stadion, Ar Rayyan Toeschouwers: 42.104 Scheidsrechter: Abdullah Jamali (KUW) Video-assistent: Ahmad Al-Ali (KUW) |

|                                                                              |                                              |       |                  | |
| 29 januari Azië Cup 2023 Achtste finale «onderlinge duels» 19:00 uur (UTC+3) | Qatar                                        | 2 – 1 | Palestina        | Al Baytstadion, Al Khawr Toeschouwers: 63.753 Scheidsrechter: Ma Ning (CHN) Video-assistent: Fu Ming (CHN) |
| 29 januari Azië Cup 2023 Achtste finale «onderlinge duels» 19:00 uur (UTC+3) | Hassan Al-Haidos 45+6' Akram Afif 49' (pen.) |       | 37' Oday Dabbagh | Al Baytstadion, Al Khawr Toeschouwers: 63.753 Scheidsrechter: Ma Ning (CHN) Video-assistent: Fu Ming (CHN) |

|                                                                           |                                                                  |              | | |
| 3 februari Azië Cup 2023 Kwartfinale «onderlinge duels» 18:30 uur (UTC+3) | Qatar                                                            | 1 – 1 (n.v.) | Oezbekistan                                                                                             | Al Baytstadion, Al Khawr Toeschouwers: 58.791 Scheidsrechter: Kim Hee-gon (KOR) Video-assistent: Kim Jong-hyeok (KOR) |
| 3 februari Azië Cup 2023 Kwartfinale «onderlinge duels» 18:30 uur (UTC+3) | Oetkir Joesoepov 27' (e.d.)                                      |              | 59' Odiljon Hamrobekov                                                                                  | Al Baytstadion, Al Khawr Toeschouwers: 58.791 Scheidsrechter: Kim Hee-gon (KOR) Video-assistent: Kim Jong-hyeok (KOR) |
| 3 februari Azië Cup 2023 Kwartfinale «onderlinge duels» 18:30 uur (UTC+3) | Strafschoppen                                                    |              | | Al Baytstadion, Al Khawr Toeschouwers: 58.791 Scheidsrechter: Kim Hee-gon (KOR) Video-assistent: Kim Jong-hyeok (KOR) |
| 3 februari Azië Cup 2023 Kwartfinale «onderlinge duels» 18:30 uur (UTC+3) | Akram Afif Almoez Ali Al-Mahdi Ali Mukhtar Sultan Al-Brake Ró-Ró | 3 – 2        | Otabek Sjoekoerov Roestam Asjoermatov Sjochboz Oemarov Zafarmoerod Abdoerachmatov Jaloliddin Masjaripov | Al Baytstadion, Al Khawr Toeschouwers: 58.791 Scheidsrechter: Kim Hee-gon (KOR) Video-assistent: Kim Jong-hyeok (KOR) |

|                                                                            |                                                 |       |                                                | |
| 7 februari Azië Cup 2023 Halve finale «onderlinge duels» 18:00 uur (UTC+3) | Iran                                            | 2 – 3 | Qatar                                          | Al Thumamastadion, Doha Toeschouwers: 40.342 Scheidsrechter: Ahmad Al-Ali (KUW) Video-assistent: Sivakorn Pu-udom (THA) |
| 7 februari Azië Cup 2023 Halve finale «onderlinge duels» 18:00 uur (UTC+3) | Sardar Azmoun 4' Alireza Jahanbakhsh 51' (pen.) |       | 17' Jassem Gaber 43' Akram Afif 82' Almoez Ali | Al Thumamastadion, Doha Toeschouwers: 40.342 Scheidsrechter: Ahmad Al-Ali (KUW) Video-assistent: Sivakorn Pu-udom (THA) |

|                                                                       |                     |       |                                                                     | |
| 10 februari Azië Cup 2023 Finale «onderlinge duels» 18:00 uur (UTC+3) | Jordanië            | 1 – 3 | Qatar                                                               | Lusailstadion, Lusail Toeschouwers: 86.492 Scheidsrechter: Ma Ning (CHN) Video-assistent: Fu Ming (CHN) |
| 10 februari Azië Cup 2023 Finale «onderlinge duels» 18:00 uur (UTC+3) | Yazan Al-Naimat 67' |       | 22' (pen.) Akram Afif 73' (pen.) Akram Afif 90+5' (pen.) Akram Afif | Lusailstadion, Lusail Toeschouwers: 86.492 Scheidsrechter: Ma Ning (CHN) Video-assistent: Fu Ming (CHN) |

|  |  |  |  |  |  |  |  |  |

|                                                                                 |                                                 |       |         |                                                                                     |
| 21 maart WK 2026 kwalificatie Tweede ronde «onderlinge duels» 21:30 uur (UTC+3) | Qatar                                           | 3 – 0 | Koeweit | Jassim Bin Hamadstadion, Doha Toeschouwers: 9.826 Scheidsrechter: Jumpei Iida (JPN) |
| 21 maart WK 2026 kwalificatie Tweede ronde «onderlinge duels» 21:30 uur (UTC+3) | Akram Afif 47' Ahmed Al-Rawi 51' Akram Afif 68' |       |         | Jassim Bin Hamadstadion, Doha Toeschouwers: 9.826 Scheidsrechter: Jumpei Iida (JPN) |

|                                                                                 |                    |       |                               | |
| 26 maart WK 2026 kwalificatie Tweede ronde «onderlinge duels» 22:00 uur (UTC+3) | Koeweit            | 1 – 2 | Qatar                         | Ali Al-Salem Al-Sabahstadion, Farwaniya Toeschouwers: 8.460 Scheidsrechter: Sadullo Gulmurodi (TJK) |
| 26 maart WK 2026 kwalificatie Tweede ronde «onderlinge duels» 22:00 uur (UTC+3) | Mohammad Daham 79' |       | 77' Almoez Ali 80' Almoez Ali | Ali Al-Salem Al-Sabahstadion, Farwaniya Toeschouwers: 8.460 Scheidsrechter: Sadullo Gulmurodi (TJK) |

|                                                                               |             |       |       | |
| 6 juni WK 2026 kwalificatie Tweede ronde «onderlinge duels» 19:00 uur (UTC+3) | Afghanistan | 0 – 0 | Qatar | Prins Abdullah bin Jalawi Sportstad, Hofuf (Saoedi-Arabië) Toeschouwers: 651 Scheidsrechter: Sivakorn Pu-udom (THA) |
| 6 juni WK 2026 kwalificatie Tweede ronde «onderlinge duels» 19:00 uur (UTC+3) |             |       |       | Prins Abdullah bin Jalawi Sportstad, Hofuf (Saoedi-Arabië) Toeschouwers: 651 Scheidsrechter: Sivakorn Pu-udom (THA) |

|                                                                                |                                     |       |                           |                                                                                        |
| 11 juni WK 2026 kwalificatie Tweede ronde «onderlinge duels» 18:45 uur (UTC+3) | Qatar                               | 2 – 1 | India                     | Ahmed bin Alistadion, Ar Rayyan Toeschouwers: 2.816 Scheidsrechter: Kim Woo-sung (KOR) |
| 11 juni WK 2026 kwalificatie Tweede ronde «onderlinge duels» 18:45 uur (UTC+3) | Youssef Ayman 73' Ahmed Al-Rawi 85' |       | 37' Lallianzuala Chhangte | Ahmed bin Alistadion, Ar Rayyan Toeschouwers: 2.816 Scheidsrechter: Kim Woo-sung (KOR) |

|                                                                                   |                       |       |                                                      |                                                                                        |
| 5 september WK 2026 kwalificatie Derde ronde «onderlinge duels» 19:00 uur (UTC+3) | Qatar                 | 1 – 3 | V.A.E.                                               | Ahmed bin Alistadion, Ar Rayyan Toeschouwers: 33.952 Scheidsrechter: Shaun Evans (AUS) |
| 5 september WK 2026 kwalificatie Derde ronde «onderlinge duels» 19:00 uur (UTC+3) | Ibrahim Al-Hassan 38' |       | 68' Harib Abdalla 80' Khaled Ibrahim 90+4' Ali Saleh | Ahmed bin Alistadion, Ar Rayyan Toeschouwers: 33.952 Scheidsrechter: Shaun Evans (AUS) |

|                                                                                    |                                  |       |                                      | |
| 10 september WK 2026 kwalificatie Derde ronde «onderlinge duels» 19:00 uur (UTC+7) | Noord-Korea                      | 2 – 2 | Qatar                                | Nieuw Nationaal Stadion Laos, Vientiane (Laos) Toeschouwers: 140 Scheidsrechter: Nazmi Nasaruddin (MAS) |
| 10 september WK 2026 kwalificatie Derde ronde «onderlinge duels» 19:00 uur (UTC+7) | Ri Il-song 19' Kang Kuk-chol 52' |       | 31' (pen.) Akram Afif 44' Almoez Ali | Nieuw Nationaal Stadion Laos, Vientiane (Laos) Toeschouwers: 140 Scheidsrechter: Nazmi Nasaruddin (MAS) |

|                                                                                  |                                                                     |       |                          |                                                                                          |
| 10 oktober WK 2026 kwalificatie Derde ronde «onderlinge duels» 19:00 uur (UTC+3) | Qatar                                                               | 3 – 1 | Kirgizië                 | Ahmed bin Alistadion, Ar Rayyan Toeschouwers: 25.195 Scheidsrechter: Muhammad Taqi (SIN) |
| 10 oktober WK 2026 kwalificatie Derde ronde «onderlinge duels» 19:00 uur (UTC+3) | Almoez Ali 39' Tamirlan Kozoebajev 63' (e.d.) Ibrahim Al-Hassan 81' |       | 76' Alimardon Sjoekoerov | Ahmed bin Alistadion, Ar Rayyan Toeschouwers: 25.195 Scheidsrechter: Muhammad Taqi (SIN) |

|                                                                                     |                                                                               |       |                |                                                                                         |
| 15 oktober WK 2026 kwalificatie Derde ronde «onderlinge duels» 19:30 uur (UTC+3:30) | Iran                                                                          | 4 – 1 | Qatar          | Al-Rashidstadion, Dubai (V.A.E.) Toeschouwers: 7.890 Scheidsrechter: Yusuke Araki (JPN) |
| 15 oktober WK 2026 kwalificatie Derde ronde «onderlinge duels» 19:30 uur (UTC+3:30) | Sardar Azmoun 42' Sardar Azmoun 48' Mohammad Mohebi 65' Mohammad Mohebi 90+8' |       | 17' Almoez Ali | Al-Rashidstadion, Dubai (V.A.E.) Toeschouwers: 7.890 Scheidsrechter: Yusuke Araki (JPN) |

|                                                                                   |                                                   |       |                                                     |                                                                                         |
| 14 november WK 2026 kwalificatie Derde ronde «onderlinge duels» 19:15 uur (UTC+3) | Qatar                                             | 3 – 2 | Oezbekistan                                         | Jassim Bin Hamadstadion, Doha Toeschouwers: 10.759 Scheidsrechter: Kim Jong-hyeok (KOR) |
| 14 november WK 2026 kwalificatie Derde ronde «onderlinge duels» 19:15 uur (UTC+3) | Almoez Ali 25' Almoez Ali 41' Lucas Mendes 90+12' |       | 75' Abbosbek Fayzoellajev 80' Abbosbek Fayzoellajev | Jassim Bin Hamadstadion, Doha Toeschouwers: 10.759 Scheidsrechter: Kim Jong-hyeok (KOR) |

|                                                                                   |                                                                                                  |       |       |                                                                                             |
| 19 november WK 2026 kwalificatie Derde ronde «onderlinge duels» 20:00 uur (UTC+4) | V.A.E.                                                                                           | 5 – 0 | Qatar | Hazza Bin Zayed Stadion, Al Ain Toeschouwers: 13.825 Scheidsrechter: Khalid Al-Turais (KSA) |
| 19 november WK 2026 kwalificatie Derde ronde «onderlinge duels» 20:00 uur (UTC+4) | Fábio Lima 4' Fábio Lima 45' (pen.) Fábio Lima 45+5' Fábio Lima 56' (pen.) Yahya Al-Ghassani 73' |       |       | Hazza Bin Zayed Stadion, Al Ain Toeschouwers: 13.825 Scheidsrechter: Khalid Al-Turais (KSA) |

### 2025
|                                                                                |                                                                                                 |       |                   |                                                                                               |
| 20 maart WK 2026 kwalificatie Derde ronde «onderlinge duels» 21:15 uur (UTC+3) | Qatar                                                                                           | 5 – 1 | Noord-Korea       | Jassim Bin Hamadstadion, Doha Toeschouwers: 10.375 Scheidsrechter: Mohanad Qasim Sarray (IRQ) |
| 20 maart WK 2026 kwalificatie Derde ronde «onderlinge duels» 21:15 uur (UTC+3) | Akram Afif 17' Ahmed Al Ganehi 23' Kim Yu-song 34' (e.d.) Ahmed Al-Rawi 56' Ahmed Alaaeldin 66' |       | 86' Pak Kwang-hun | Jassim Bin Hamadstadion, Doha Toeschouwers: 10.375 Scheidsrechter: Mohanad Qasim Sarray (IRQ) |

|                                                                                |                                                                           |       |                  |                                                                                             |
| 25 maart WK 2026 kwalificatie Derde ronde «onderlinge duels» 19:45 uur (UTC+6) | Kirgizië                                                                  | 3 – 1 | Qatar            | Dolen Omurzakovstadion, Bisjkek Toeschouwers: 12.325 Scheidsrechter: Nazmi Nasaruddin (MAS) |
| 25 maart WK 2026 kwalificatie Derde ronde «onderlinge duels» 19:45 uur (UTC+6) | Valery Kitsjin 45+1' Aleksandr Misjtsjenko 82' Alimardon Sjoekoerov 90+3' |       | 52' Lucas Mendes | Dolen Omurzakovstadion, Bisjkek Toeschouwers: 12.325 Scheidsrechter: Nazmi Nasaruddin (MAS) |

|                                                                           |       |   |      |                                              |
| 5 juni WK 2026 kwalificatie Derde ronde «onderlinge duels» n.n.b. (UTC+3) | Qatar | – | Iran | Lusailstadion, Lusail Scheidsrechter: n.n.b. |
| 5 juni WK 2026 kwalificatie Derde ronde «onderlinge duels» n.n.b. (UTC+3) |       |   |      | Lusailstadion, Lusail Scheidsrechter: n.n.b. |

|                                                                            |             |   |       |                                                |
| 10 juni WK 2026 kwalificatie Derde ronde «onderlinge duels» n.n.b. (UTC+5) | Oezbekistan | – | Qatar | Milliystadion, Tasjkent Scheidsrechter: n.n.b. |
| 10 juni WK 2026 kwalificatie Derde ronde «onderlinge duels» n.n.b. (UTC+5) |             |   |       | Milliystadion, Tasjkent Scheidsrechter: n.n.b. |

QFA · A-internationals · Bondscoaches · Statistieken · Qatarees vrouwenelftal · Qatar U21 · Qatar U20 · Qatar U19 · Qatar U18 · Qatar U17
1970 – 1979 ·
1980 – 1989 ·
1990 – 1999 ·
2000 – 2009 ·
2010 – 2019 ·
2020 − 2029
OS 1984 · 
OS 1992
1970 · 
1971 · 
1972 · 
1973 · 
1974 · 
1975 · 
1976 · 
1977 · 
1978 · 
1979 · 
1980 · 
1981 · 
1982 · 
1983 · 
1984 · 
1985 · 
1986 · 
1987 · 
1988 · 
1989 · 
1990 · 
1991 · 
1992 · 
1993 · 
1994 · 
1995 · 
1996 · 
1997 · 
1998 · 
1999 · 
2000 · 
2001 · 
2002 · 
2003 · 
2004 · 
2005 · 
2006 · 
2007 · 
2008 · 
2009 · 
2010 · 
2011 · 
2012 · 
2013 · 
2014 ·
2015 ·
2016 ·
2017 ·
2018 ·
2019 ·
2020 ·
2021 ·
2022 ·
2023 ·
2024
Afghanistan ·
Albanië ·
Algerije ·
Andorra ·
Argentinië ·
Australië ·
Azerbeidzjan ·
Bahrein ·
Bangladesh ·
België ·
Bhutan ·
Bosnië en Herzegovina ·
Brazilië .
Bulgarije ·
Burkina Faso ·
Cambodja ·
Canada ·
Chili ·
China ·
Colombia ·
Congo-Kinshasa ·
Costa Rica ·
Curaçao ·
Ecuador ·
Egypte ·
El Salvador ·
Estland ·
Filipijnen ·
Finland ·
Georgië ·
Ghana ·
Grenada ·
Griekenland ·
Guatemala ·
Haïti ·
Honduras ·
Hongarije ·
Hongkong ·
Ierland ·
IJsland ·
India ·
Indonesië ·
Irak ·
Iran ·
Ivoorkust ·
Jamaica ·
Japan ·
Jemen ·
Jordanië ·
Kazachstan ·
Kenia ·
Kirgizië ·
Koeweit ·
Kroatië ·
Laos ·
Letland ·
Libanon ·
Libië ·
Liechtenstein ·
Luxemburg ·
Malediven ·
Maleisië ·
Mali ·
Malta ·
Marokko ·
Mauritius ·
Mexico ·
Moldavië ·
Myanmar ·
Nederland ·
Nieuw-Zeeland ·
Noord-Ierland ·
Noord-Korea ·
Noord-Macedonië ·
Noorwegen ·
Oezbekistan ·
Oman ·
Pakistan ·
Palestina ·
Panama ·
Paraguay ·
Peru ·
Portugal ·
Rusland ·
Saoedi-Arabië ·
Schotland ·
Senegal ·
Servië ·
Singapore ·
Slovenië ·
Soedan ·
Sri Lanka ·
Syrië ·
Tadzjikistan ·
Thailand ·
Tsjechië ·
Tunesië ·
Turkije · 
Turkmenistan ·
Verenigde Arabische Emiraten ·
Verenigde Staten ·
Vietnam ·
Wales ·
Zimbabwe ·
Zuid-Korea ·
Zweden ·
Zwitserland
Ecuador (2022) ·
Nederland (2022)
CONMEBOL: Argentinië · Bolivia · Brazilië · Chili · Colombia · Ecuador · Paraguay · Peru · Uruguay · Venezuela

UEFA: Albanië · Andorra · Armenië · Azerbeidzjan · België · Bosnië en Herzegovina · Bulgarije · Cyprus · Denemarken · Duitsland · Engeland · Estland · Faeröer · Finland · Frankrijk · Georgië · Gibraltar · Griekenland · Hongarije · IJsland · Ierland · Israël · Italië · Kazachstan · Kosovo · Kroatië · Letland · Liechtenstein · Litouwen · Luxemburg · Malta · Moldavië · Montenegro · Nederland · Noord-Ierland · Noord-Macedonië · Noorwegen · Oekraïne · Oostenrijk · Polen · Portugal · Roemenië · Rusland · San Marino · Schotland · Servië · Slovenië · Slowakije · Spanje · Tsjechië · Turkije · Wales · Wit-Rusland · Zweden · Zwitserland

AFC: Australië · China · Irak · Iran · Japan · Libanon · Oezbekistan · Oman · Qatar · Saoedi-Arabië · Syrië · Verenigde Arabische Emiraten · Vietnam · Zuid-Korea

CAF: Algerije · Burkina Faso · Congo-Kinshasa · Egypte · Ghana · Ivoorkust · Kaapverdië · Kameroen · Mali · Marokko · Nigeria · Senegal · Tunesië · Zuid-Afrika

CONCACAF: Canada · Costa Rica · Curaçao · El Salvador · Honduras · Jamaica · Mexico · Panama · Suriname · Verenigde Staten

OFC: Nieuw-Zeeland